# Éditions Les Venterniers
 (septembre 2024).
Si vous disposez d'ouvrages ou d'articles de référence ou si vous connaissez des sites web de qualité traitant du thème abordé ici, merci de compléter l'article en donnant les références utiles à sa vérifiabilité et en les liant à la section « Notes et références ».

Les Venterniers est une maison d'édition indépendante artisanale française, fondée par Élise Betremieux en juin 2012 à Lille. En 2014, la maison d'édition ouvre un atelier-librairie à Saint-Omer. En 2021, elle déménage à Lille et se consacre à la fabrication.

## Histoire
La maison d’édition « Les Venterniers » (nom donné aux voleurs qui montent la nuit au premier, second et même troisième étage aux venternes) a été fondée en décembre 2014, avec pour vocation la publication de livres artisanaux, soignés et complexes, fabriqués à l’unité. 

## Catalogue
Le catalogue des Venterniers s’ouvre à de nombreux genres littéraires. La maison publie de la poésie, mais aussi des essais, des fragments, des romans d'auteurs français.
L’éditrice, Élise Bétremieux, a été nommée « Étoile nordiste » par le quotidien La voix du Nord en 2021.

## Quelques auteurs publiés
Parmi les auteurs publiés par les Éditions Les Venterniers, on peut citer notamment Mélanie Leblanc, Jean-Luc Parant, Hervé Le Tellier, ou l’Oulipo.
- Archibald Aki
- Carla Lucarelli
- Eduardo Berti
- Éric Poindron
- Florence Emptaz
- Guillaume Siaudeau
- Hervé Le Tellier
- Ian Monk
- Jean-Luc Nancy
- Jean-Luc Parant
- Luc Bérimont
- Marcella
- Mélanie Leblanc
- Olivier Barbarant
- Oulipo
- René Botti
- Thomas Vinau